# Per Sevastik
Per Sevastik, född den 23 november 1954 i Stockholm, är en svensk jurist med inriktning mot internationell rätt, rättsstatens principer och mänskliga rättigheter. Han har en kandidatexamen i juridik från Stockholms universitet och en LL.M. i International Legal Studies från Harvard Law School. Han disputerade och tog sin doktorsexamen vid Uppsala universitet 2002 inom folkrätt. Han har arbetat större delen av sin karriär med Sida (Styrelsen för internationellt utvecklingssamarbete), med särskilt fokus på Afrika och Asien. Under åren 2015–2016 var han förste sekreterare för svenska ambassaden i Bangkok i Thailand. Därefter var han chef för SIDA:s biståndskontor i Kabul i Afghanistan år 2016 till 2017.  Under åren 2019–2022 arbetade han som ambassadråd och samordnare för det svenska forskningssamarbetet med Etiopien vid Sveriges ambassad i Addis Abeba

## Akademisk karriär
Förutom att undervisa på masternivå vid Uppsala universitet, har Sevastik varit gästprofessor vid Pekinguniversitetet i Kina där han undervisade i mänskliga rättigheter. Sedan har han varit gästprofessor vid Addis Ababa University.
Per Sevastik är knuten till Jönköpings universitet.